# Meryem
Vous pouvez aider à l'améliorer ou bien discuter des problèmes sur sa page de discussion.
- Il ne cite pas suffisamment ses sources. Vous pouvez indiquer les passages à sourcer avec {{référence nécessaire}} ou {{Référence souhaitée}}, et inclure les références utiles en les liant aux notes de bas de page. (Marqué depuis mars 2024)
- Son contenu est rédigé entièrement ou presque à partir d'une seule source. N'hésitez pas à modifier cet article pour améliorer sa vérifiabilité en apportant de nouvelles références dans des notes de bas de page. (Marqué depuis mars 2024)
- Certaines informations devraient être mieux reliées aux sources mentionnées dans la bibliographie ou les liens externes. Améliorez sa vérifiabilité en les associant par des références. (Marqué depuis mars 2024)
- Il ne s’appuie pas, ou pas assez, sur des sources secondaires ou tertiaires. (Marqué depuis mars 2024)

- Archive Wikiwix
- Bing
- Cairn
- DuckDuckGo
- E. Universalis
- Gallica
- Google
- G. Books
- G. News
- G. Scholar
- Persée
- Qwant
- (zh) Baidu
- (ru) Yandex
- (wd) trouver des œuvres sur Wikidata

Production
Diffusion
Meryem est une telenovela turque en trente épisodes de 130 minutes produite par TMC, réalisé par Mustafa Şevki Doğan, et diffusée entre le 2 août 2017 et le 28 février 2018 sur la chaîne Kanal D.
Remontée en 90 épisodes de 45 minutes, elle a été diffusée en France du 10 août au 17 décembre 2020 et rediffusée le 3 octobre 2022 au 9 février 2023 sur Novelas TV.
La série est une adaptation de la série coréenne Secret Love (en), diffusée en 2013.

## Synopsis
Tout commence lorsque Meryem et son petit ami Oktay, qui conduit la voiture, heurtent quelque chose au milieu de la piste. Cependant, il cache le fait qu'il a renversé une femme et dit à la place à Meryem qu'il n'a frappé qu'un baril vide. C'est une jeune femme innocente qui attend son mariage avec Oktay, qui a promis de l'épouser dès qu'il deviendrait procureur.
Après l'accident de voiture, déjà pendant l'interrogatoire, Meryem tente de protéger Oktay, qui était ivre ce soir-là, et ment aux officiers en disant qu'elle était la personne au volant, croyant que personne n'avait été blessé et dans le seul but de protéger l'homme de sa vie et sa carrière prometteuse, mais ce qu'elle ne réalise pas, c'est qu'avec ce mensonge, elle finit par changer sa vie pour toujours, devenant une criminelle.
Savashi, qui a perdu son épouse peu de temps après avoir reçu le oui à sa demande en mariage, ne parvient pas à se remettre et décide de découvrir la vérité derrière l'accident présumé causé par Meryem. Aveuglé par la vengeance, il part à sa recherche, croyant à tort qu'elle est la meurtrière.
Alors qu'il la torture et qui bouleverse sa vie, la réalité se dévoile après une série d'événements. Meryem découvre qu'elle a été trompée par l'homme pour lequel elle a sacrifié sa vie et qu'elle a été abandonnée. L'histoire évolue dans une direction complètement différente lorsque Savashi et Meryem se réunissent et commencent à trouver les pièces manquantes dans ce puzzle et l'amour fleurit quand on s'y attend le moins contre toute attente.

## Distribution
- Ayça Ayşin Turan (tr) (VF : Sophie Ostria) : Meryem Akça
- Furkan Andıç (tr) (VF : Olivier Valiente) : Savaş Sargun
- Cemal Toktaş (tr) (VF : Tangi Colombel) : Oktay Şahin
- Açelya Topaloğlu (tr) (VF : Romane Vallée) : Derin Berker
- Bestemsu Özdemir (tr) (VF : Héloïse Chettle) : Beliz Bilen
- Sema Öztürk (tr) (VF : Magali Mestre) : Tülin Sargun
- Serenay Aktaş (tr) (VF : Cécilia Debergh) : Burcu Aktar
- Kenan Acar (VF : Ginkgo Reinard) : Güçlü Tekiner
- Uğur Çavuşoğlu (tr) (VF : Jean-François Robert) : Yurdal Sargun
- Beste Kanar / Cemre Polat / Özge Özacar (tr) (VF : Amélie Gilman) : Naz Sargun
- Serhan Onat (tr) (VF : Michel Barrio) : Berk Bilen
- Necmi Yapıcı (tr) (VF : Emmanuel Martin) : Ertan Komser
- Mutlu Güney (tr) (VF : Christophe Petit) : Arif Akça
- Sezgi Sena Akay (tr) (VF : Marie Berton) : Sevinç Yücel
- Selim Erdoğan (tr) (VF : Jean-Didier Aïssy) : İlhan
- Aziz Sarvan (tr) (VF : Thomas Merenier) : Haldun Kozancı
- Sonat Dursun (VF : Kallaghan Okambawa) : Riza Köksüz
- Kübra Benlioğlu (VF : Sandrine Benitez) : Jasmine Anderson
- Mert Altınışık (tr) (VF : Alexis Poutrel) : Kaan Karaaslan
- Ayta Sözeri (tr) (VF : Claudine Grémy) : Grande Sœur
- Ayten Uncuoğlu (tr) (VF : Suki Fe (pseudo)) : Nurten Şahin
- Ugur Demirpehlivan (VF : Karine Stengel) : Gülümser Tekiner
- Emine Gülsüm Göznümer (VF : Marianne Chettle) : Şerife Şahin
- Gulden Avsaroglu (VF : Mathilde Eloy) : Selma
- Tekin Temel (VF : Philippe Mijan) : Turan Ersoy
- İpek Tenolcay (tr) (VF : Claudine Grémy) : Susan Şahika
- Zeynep Kumral (VF : Soraya Daid) : la mère de Sevinç
- Efsane Odag : Zelis
- Yildirim Beyazit : Orhan
- Aydan Kaya : Elif